# 바오상언
바오상언(중국어: 包上恩, 병음: Bāo Shàng'ēn, 한자음: 포상은, 본명: 바오루자(包露佳), 2002년 5월 23일 ~ )은 중국의 배우이다.

## 출연작

### 드라마
- 2022년 망고 TV 웹드라마 《화조추월야》- 이사사 역
- 2022년 아이치이 웹드라마 《오운우교월》- 런지에 역
- 2022년 유쿠 웹드라마 《인설외매점》- 츠샤오위 역
- 2023년 유쿠 웹드라마 《묘수》- 렁위에한 역
- 2023년 후난위성텔레비전 금응독파극장 《장강계시록》- 린신즈 역
- 2024년 텐센트 웹드라마 《사조영웅전 2024》- 황용 역
- 2025년 후난위성텔레비전 금응독파극장 《소화약금》- 명단 역